# Interesse (Politikwissenschaft)
Unter Interesse (von lateinisch interesse „teilnehmen“) versteht man in der Politikwissenschaft und Sozialwissenschaft einen recht vielfältig verwendeten, aber als grundlegend erachteten Begriff der Eigenverortung und damit verbundenen Zielen von Individuen und sozialen Gruppen sowohl im gesellschaftlichen Ganzen als auch allgemein in der übergreifenden Umgebung.
Der Begriff ist für die sozialwissenschaftlicher Empirie und Theoriebildung zentral, weil davon ausgegangen wird, dass Menschen immer von ihren Interessen geleitet handeln. Insofern gilt er nachgerade als „genuin anthropologische Kategorie“.
Das Problem mehrerer in einer Person existierender, sich aber widersprechender Interessen bezeichnet man als Interessenkonflikt.

## Wortgeschichte
Erstmals verwendet wird das Wort im Corpus iuris civilis, das der oströmische Kaiser Justinian I. in den Jahren 528 bis 534 zusammenstellen ließ. In der Rechtssprache des Hochmittelalters wurde es in der Bedeutung Zins verwendet. Seit dem 16. Jahrhundert wird darunter zunehmend Vorteil oder Nutzen verstanden. Ideengeschichtlich begann hiermit die Ablösung der Grundvorstellung, das Handeln der Menschen sei durch kollektive Normen oder transzendente Werte motiviert, die eine individualistische Gesellschaftstheorie ermöglichte. Bis zur Aufklärung entwickelten sich verschiedene Staats- und Morallehren, in denen die unterschiedlichen Interessen der nun als selbstständig handelnd gedachten Bürger als legitim anerkannt und gefragt wurde, wie sie sich zu einem Gemeinwohl verbinden lassen. Davon abweichend wurde der Begriff in der religiösen Terminologie Spaniens negativ verstanden und stand als Synonym für sündige Egozentrik.
Der deutsche Staatsrechtslehrer Lorenz von Stein (1815–1890) nannte das Interesse das „Prinzip der Gesellschaft“, für den Soziologen Max Weber (1864–1920) ist es „Bedingung menschlichen Handelns“. Seitdem sehen die Sozialwissenschaften in den Interessen der Menschen deren zentrale Handlungsmotivation.

## Arten von Interessen
Unterschieden werden:
a) manifeste und latente Interessen.

Als manifest werden die Interessen bezeichnet, die einer politischen Auseinandersetzung artikuliert werden und in Interessengruppen oder Parteien artikuliert werden. Nicht artikulierte Interessen bezeichnet man als latent (von lateinisch latere „verborgen sein“). Damit sind Bedürfnisse und Wünsche gemeint, die bestimmten gesellschaftlichen Gruppen zugeschrieben werden und implizit gesellschaftlichen Einfluss ausüben können.
b) subjektive und objektive Interessen.

Subjektiv sind diejenigen Interessen, die eine Person oder eine Gruppe als die ihrigen wahrnimmt und nach denen sie Verhalten ausrichtet. Als objektive Interessen werden essentielle Bedürfnisse einer Gruppe bezeichnet, die sich ihrer (noch) nicht bewusst ist. Die Denkfigur des objektiven Interesses spielte im Marxismus-Leninismus eine wichtige Rolle zur Legitimation der sozialistischen Kaderpartei, die für sich in Anspruch nahm, die objektiven Interessen der Arbeiterklasse zu vertreten und diese deswegen auch führen zu dürfen, selbst wenn sie subjektiv ganz andere Interessen formulierte. Die Annahme, dass Menschen das Recht haben, ihre subjektiven Interessen zu verfolgen, bildet dagegen den Kern der modernen Pluralismustheorie.
c) partikulare und universale Interessen.

Als universal werden Interessen bezeichnet, die von allen Individuen einer Gruppen geteilt werden (Gemeinwohl). Hierbei ist umstritten, ob sie mit einem (empirisch schwer messbaren) Gemeinwillen gleichzusetzen sind oder in einer demokratischen Interessenaggregation erst gefunden werden müssen. Partikularinteressen dagegen sind solche, die nur von gesellschaftlichen Teilgruppen unterschiedlich vertreten werden, also etwa Lohnerhöhungen oder -senkungen, Subventionierung verschiedener Wirtschaftszweige auf Kosten anderer, Straßen- und Wegebau für Autos oder für Fahrräder, Kostenfreiheit für den Besuch einer Kindertagesstätte oder für ein Universitätsstudium.
Da in der pluralistischen Gesellschaft alle Menschen ihre jeweiligen Interessen artikulieren, sind nach dem Politikwissenschaftler Joachim Detjen alle Interessen „vom Staat her gesehen immer partiell und konfliktträchtig, keinesfalls jedoch allgemein“. Insofern suggeriere die Bezeichnung Universal- oder Allgemeininteresse „etwas Unzutreffendes“. Die Vorstellung eines Allgemeininteresses lasse sich nur retten, wenn man eine höhere Instanz annimmt, die über allen Interessen steht, selber aber kein eigenes Interesse hat. Diese Instanz kann metaphysisch oder naturrechtlich sein, also etwa als Menschenwürde. Der Politikwissenschaftler Peter Massing schlägt in Anlehnung an Jürgen Habermas’ Theorie des kommunikativen Handelns eine diskursive Unterscheidung aller Interessen in rational-allgemeine und irrational-partikulare vor, wobei allein letztere Geltung beanspruchen dürften. Dieser Ansatz wurde als lebensfremd kritisiert.

## Interessenvertretungen
Organisierte Interessen sind ein essenzieller Bestandteil der politischen Landschaft. Sie üben einen signifikanten Einfluss auf unsere Wahrnehmung sowie politische Einstellung zu den verschiedensten Politikfeldern aus. Interessenvertretungen werden definiert als freiwillige oder erzwungene Zusammenschlüsse von natürlichen oder juristischen Personen mit wenigstens einem Mindestmaß an organisatorischer Verfasstheit und dem Zweck, „Interessen der Mitglieder entweder selbst zu verwirklichen oder durch Mitwirkung oder Einwirkung auf Gemeinschaftsentscheidungen durchzusetzen, ohne selbst die Übernahme politischer Verantwortung anzustreben.“